# Wiek (Rügen)
Wiek est une commune sur l'île de Rügen, dans l'arrondissement de Poméranie-Occidentale-Rügen, Land de Mecklembourg-Poméranie-Occidentale.

## Géographie
Wiek se situe dans la presqu'île de Wittow. Elle est accessible par la route du cordon littoral de Schaabe ou par le ferry entre Wiek et Trent. Wiek est bordé à l'ouest par le Wieker Bodden, qui est isolé de la mer Baltique par la péninsule de Bug. Il existe aussi un ferry pour l'île de Hiddensee.
La commune comprend les quartiers de Bischofsdorf, Bohlendorf, Fährhof, Parchow, Wiek, Wittower Fähre, Woldenitz, Zürkvitz.

## Histoire
Wiek est mentionné en 1165 dans un document sous le nom de "Vikr". Il est question d'une forteresse slave. En 1314 et 1318, on trouve le nom de "Medove sive Wiek" et "Medove sive Wyk". Ce nom signifie "Miel de la prairie", il montre l'importance de l'apiculture dans la vie des habitants.
Les Danois se battent à plusieurs reprises au cours du XIIe siècle et finalement l'emportent en 1168. Les colons allemands viennent et vivent à côté des habitants slaves. Après 1168, Wiek est christianisé. La population allemande s'installe de plus en plus, les slaves s'assimilent. On recense la dernière personne parlant bas-sorabe en 1404.
En 1314, Wiek est une propriété du prince Wislaw III qui développe le territoire. En 1453, l'activité des Frères des victuailles est forte. En 1515, Bogusław X de Poméranie remet l'autorité.
Durant la guerre de Trente Ans, Wiek appartient à la Poméranie. Les troupes d'Albrecht von Wallenstein occupent l'île. Avec la famine et les maladies, la population diminue fortement. Avec l'occupation suédoise, contrairement au reste de l'île, Wiek se remet. Le village subit encore la guerre de Scanie en 1678 et la grande guerre du Nord. En 1711, l'armée de Magnus Stenbock occupent la péninsule de Wittow. En 1806, la Suède met fin au servage. De 1807 à 1810, il y a l'occupation de l'armée de Napoléon. En 1815, Wiek revient à la Prusse. En 1819, Wiek est le plus grand village de Rügen.
En 1872, une partie de Wiek subit l'inondation due à la tempête en novembre. En 1890, le port est construit ainsi que la ligne de chemin de fer, permettant le développement de la carrière de craie. En 1903, l'éclairage public est installé. À la fin de la Première Guerre mondiale, on recense ces cas de mutinerie. En 1936, une tempête détruit de nouveau le port qui est reconstruit aussitôt dans sa forme actuelle. Les soldats nazis stationnent dans la péninsule. Le 5 mai 1945, le site est occupé par l'Armée rouge sans combat. La démilitarisation a lieu en 1992.
Bohlendorf
Au XIIIe siècle, son territoire est la propriété de la famille Bohlen qui restera jusqu'à la Seconde Guerre mondiale. En 1794, le manoir est construit. En 1942, Alexander von Quistorp rachète la maison. En 1945, il devient une exploitation agricole communiste. Le manoir accueille les réfugiés puis sert de villégiature pour des ouvriers. Après la réunification, il est entièrement rénové et meublé comme un hôtel.

## Jumelage
- Łobez (Pologne), depuis 2006.

## Personnalités liées à la commune
- Theodor Schwarz (1777–1850), théologien évangélique, pasteur, écrivain et peintre.
- Karl Schwarz (1812–1885), théologien évangélique.